# Säbinä Babayeva
Säbinä Babayeva (azerbajdzjanska: Səbinə Babayeva), född 2 december 1979 i Baku, Azerbajdzjanska SSR, Sovjetunionen,, är en azerisk sångare.

## Biografi
Säbinä Babayevas mor var en professionell pianist och det var hon som först introducerade Säbinä för musiken. Babajeva tog studenten vid The Asaf Zeynalli Musical College. Hon studerade även juridik på universitetet. Hon har mycket erfarenhet av att sjunga pop, soul och jazz. År 1999 vann hon "Bästa framförande av utländsk sång" i sångtävlingen The Wave i Baku. År 2001 vann hon för Azerbajdzjan i The Golden Key Contest, en musiktävling för unga sångare. Hon har sjungit i gruppen Aypara i över sju år. År 2009 tog hon emot priset "Amberstar Award" i Lettland och priset "Grand Prix Award" i Ryssland vid Slavic Star Ceremony i Moskva. Hon gör även teater- och musikalframträdanden.

## Eurovision
År 2012 representerade hon Azerbajdzjan i Eurovision Song Contest 2012 på hemmaplan i Baku. Den 12 februari 2012 vann hon Azerbajdzjans nationella uttagningsfinal. I den nationella finalen som ytterligare fyra artister deltog i framförde hon låtarna "Seni Gamlı Görende", "Hero" och "Soul Sister". Den 17 mars blev det klart att hon skulle framföra den svenskskrivna låten "When the Music Dies". Hon gjorde sitt framträdande i finalen den 26 maj. Hon hamnade på 4:e plats med 150 poäng, landets tredje bästa resultat sedan debuten 2008.
Hon har tidigare deltagit konstant i Azerbajdzjans nationella uttagning till Eurovision Song Contest sedan år 2008.
År 2014 var hon Azerbajdzjans poängutdelare i finalen.

## Diskografi

### Singlar
- 2003 - "Roya kimi"
- 2012 - "When the Music Dies"